# David Imper

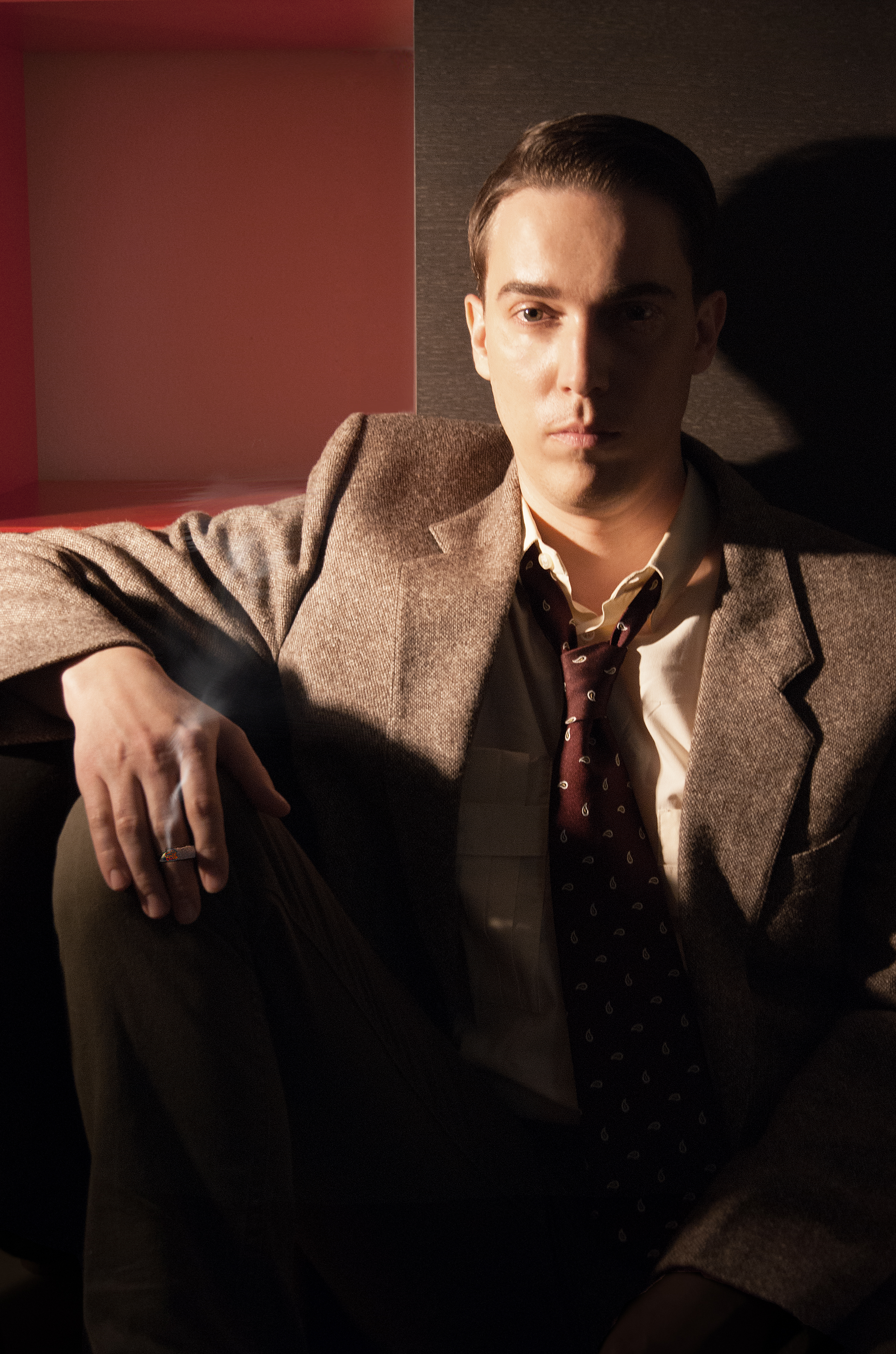
David Imper als Montgomery Clift 2015 im Theater im Bauturm Köln

David Imper (* 19. Februar 1979 in Bern) ist ein Schweizer Theater- und Filmschauspieler, Autor und Hörbuchsprecher.

## Leben
David Imper wurde in Bern geboren. 1996 begann er ein Studium am Lee Strasberg Theatre and Film Institute in New York. Ein Jahr später wechselte er an die Freiburger Schauspielschule. Erste Engagements erhielt er am Theater Freiburg und am Wallgraben Theater Freiburg. Von 2002 bis 2004 war er festes Ensemblemitglied am Jungen Theater Bonn. 2006 spielte der am Theater Bamberg den Werther in einer Neufassung von Goethes Klassiker. Die Produktion wurde zu den Bayerischen Theatertagen eingeladen.
2009 spielte er im Kinofilm House of Boys mit. 2011 drehte er den Kinofilm Invasion von Dito Tsintsadze. Darin spielt er neben Burghart Klaussner und Heike Trinker die Hauptrolle. Invasion feierte auf dem Filmfest München 2012 Weltpremiere. 2012 wurde er für seine Rolle im Filmdrama Invasion für den Förderpreis „Neues Deutsches Kino Schauspiel“ nominiert.
2012 wurde er in Hella von Sinnen und Cornelia Scheels Buchs „Des Wahnsinns fette Beute“ porträtiert.
2014 spielte David neben Brigitte Grothum und Folker Bohnet die Hauptrolle in der Erfolgskomödie „Ein Oscar für Emily“. Weitere Rollen im Boulevard Theater folgten u. a. neben Kalle Pohl in der Komödie „Halbgott in Nöten“ von Erich Virch an der Komödie am Altstadtmarkt in Braunschweig. Neben Anouschka Renzi war er 2016 in „Die Kameliendame“ in Bonn-Bad Godesberg sowie auf Tournee zu sehen.
2015 spielte David in der deutschen Uraufführung des Einpersonenstück Montgomery Clift von Seth Jarvis die Titelrolle. Premiere war im Theater im Bauturm in Köln. 2016 stand er erstmals in England vor der Kamera. Im Drama „Lula“ stand er neben Jo Weil vor der Kamera. 2017 folgte der nächste Film „The Revenge of Robert“.
2018 spielte er zuerst mit Martin Semmelrogge in Othello und später bei den Schlossfestspielen Neersen neben Tanja Schuhmann „Im weißen Rössl“ und erneut neben Kalle Pohl im Klassiker „Charleys Tante“. Unter der Regie von Jochen Busse war er im Herbst 2018 in „Achtung Deutsch“ im Theater im Rathaus zu sehen. Ende 2018 spielte er erneut an der Komödie am Altstadtmarkt neben Bürger Lars Dietrich in „Der Gangster und die Nervensäge“. 2019 spielte er im Weihnachts-Special der erfolgreichen KIKA-Serie „Ein Fall für die Erdmännchen“ mit, das für den Grimme-Preis nominiert wurde. 2019 spielte er unter der Regie von Pia Hänggi in der Produktion „Spätlese“ neben Viktoria Brams, Christiane Rücker und Achim Wolff an der Komödie Frankfurt. und am Contra-Kreis Theater neben Manon Strache und Peter Nottmeier in der Erfolgskomödie „Die Wahrheit über Dinner for One“.
2019 erschien sein erster Roman „Oliver und Ich“ im Himmelstürmer Verlag. und 2022 sein zweiter Roman „Ein göttliches Comeback“, eine fiktive Geschichte über Marilyn Monroe und Greta Garbo.
Seit 2020 ist David Imper auch als Sprecher für Hörbücher tätig.
Seit dem 1. April 2023 spielt David die Rolle des Harry Potter in Harry Potter und das verwunschene Kind am Mehr! Theater am Großmarkt in Hamburg.
David Imper lebt in Köln.

## Filmografie
- 2009: House of Boys
- 2010: Copy and Paste
- 2012: Invasion
- 2014: Mit 17 – Das Jahrhundert der Jugend
- 2016: Lula[18]
- 2017: The Revenge of Robert[19]
- 2019: Ein Fall für die Erdmännchen[20]

## Theater
- 2001: Theater Freiburg
- 2001: Wallgraben-Theater Freiburg
- 2002–2004: Junges Theater Bonn
- 2006: E.T.A.-Hoffmann-Theater Bamberg
- 2008: Comödie Bochum
- 2009: Bühnen der Stadt Köln
- 2009–2018: Landesbühne Rheinland-Pfalz
- 2012: Theater im Bauturm
- 2013: Wallgraben-Theater Freiburg
- 2017–2020: Komödie am Altstadtmarkt Braunschweig
- 2018: Neues Theater Hannover
- 2018: Schlossfestspiele Neersen
- 2018: Theater im Rathaus Essen
- 2019: Contra-Kreis-Theater
- 2019: Die Komödie Frankfurt
- 2020: Theater im Rathaus Essen
- 2021: Fritz Rémond Theater
- 2022 Sommertheater Winterthur[21]
- 2023 Mehr! Theater am Großmarkt[22]

## Bücher
- 2019: Oliver und Ich, Himmelstürmer Verlag, ISBN 978-3-86361-777-6
- 2022: Ein göttliches Comeback, East 52nd Street, ISBN 978-3-347-54562-5

## Hörbücher
- Attentäter Null (von Jack Mars),  Lukeman Literary Management
- Übermittlung (von Morgan Rice)
- Aufstand der Drachen (von Morgan Rice)
- Reich der Drachen (von Morgan Rice)
- Von Drachen geboren (von Morgan Rice)
- Der Aufstand der Tapferen (von Morgan Rice)
- Ehre wem Ehre gebührt (von Morgan Rice)
- Nur die Tapferen (von Morgan Rice)
- Thron der Drachen (von Morgan Rice)